# Miquel Pascual Castellnou

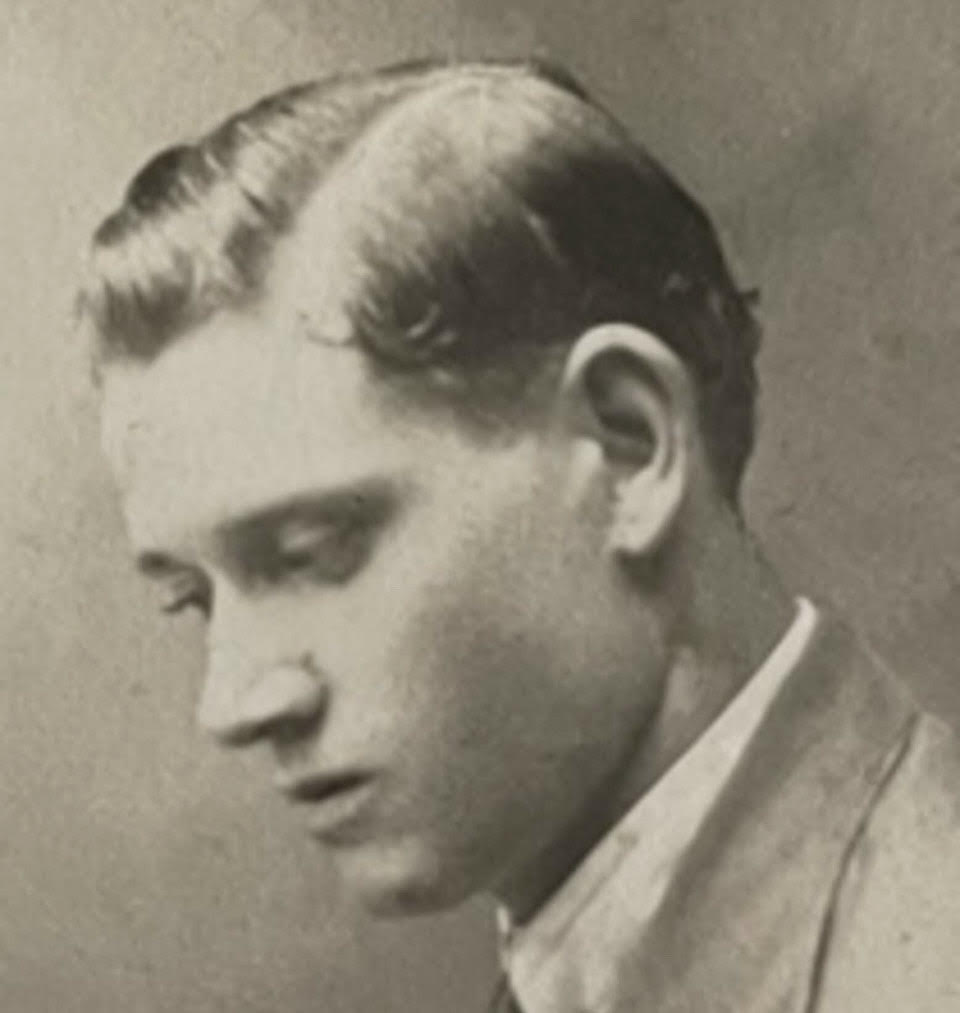
Miquel Pascual Castellnou

Miquel Pascual Castellnou fou un mont-rogenc que morí el 1938 a la Batalla de l'Ebre. Nasqué a Mont-roig del Camp ja encetat el segle xx, a Cal Pataquer, al carrer anomenat actualment Francesc Riba i Mestre. Fill de Josep Pascual Maseras (Mont-roig, 1873-1946) i de Virgínia Castellnou Ferrando (Mont-roig, 1878-1959), fou el petit de cinc germans: Josep (Pepito), Victòria, Teresa (Teresina) i Amada.
Miquel Pascual Castellnou fou cridat a files de ben jove i destinat a defensar les posicions republicanes a la batalla de l'Ebre (1938), on va perdre la vida, sense que a dia d'avui se n'hagi pogut recuperar el cos. El 7 de febrer de 2022 va ser donat d'alta al Cens de persones desaparegudes de la Generalitat de Catalunya, amb el número d'expedient 6.267.
El 20 de novembre de 2022 el Govern de la Generalitat de Catalunya l'homenatjà, inscrivint el seu nom al Memorial de les Camposines, a la Fatarella.